# Robert Kuczyński
Robert Kuczyński (Jelenia Góra, 17 aprile 1966) è uno scacchista polacco.
Ha ottenuto il titolo di Maestro Internazionale nel 1986 e di Grande Maestro nel 1993.

## Principali risultati
Vinse due volte il campionato polacco juniores: U18 nel 1980 a Chełmno e U20 nel 1985 a Cracovia.
Dal 1985 al 2001 ha partecipato a 16 finali del campionato polacco, vincendo nel 1987.
Nel campionato polacco a squadre (Drużynowe Mistrzostwa Polski) ha vinto otto medaglie: sette d'oro (1989, 1993, 1994, 1995, 1999, 2000, 2001) e una d'argento (1998).
Nel 1986 vinse il torneo "Young Masters" di Oakham in Inghilterra, davanti tra gli altri a Viswanathan Anand.
Nel 1991 è stato =2°-3° con Oleg Romanishin, dietro a Joël Lautier, nel 28° Rubinstein Memorial di Polanica-Zdrój.
Nel 1994 vinse il torneo di Legnica e nel 1999 fu =1°-2° nel torneo con formato svizzero di Görlitz.
Con la nazionale polacca ha partecipato a sei olimpiadi degli scacchi dal 1986 al 1996, ottenendo complessivamente il 54,3% dei punti. Nelle olimpiadi di Dubai 1986 vinse una medaglia di bronzo individuale in 1a riserva.
Nel 1992 vinse una medaglia di bronzo individuale in 3ª scacchiera nel campionato europeo a squadre di Debrecen.
Ha ottenuto il suo massimo rating FIDE in settembre 2010, con 2521 punti Elo.